# 3 000 mètres steeple aux championnats d'Europe d'athlétisme
Pour un article plus général, voir Championnats d'Europe d'athlétisme.
Le 3 000 mètres steeple masculin est inscrit pour la première fois au programme des championnats d'Europe d'athlétisme en 1938, à Paris. L'épreuve féminine ne fait sa première apparition que lors de l'édition 2006, à Göteborg.
Avec quatre médailles d'or remportées (en 2010, 2012, 2016 et 2018), le Français Mahiedine Mekhissi-Benabbad est l'athlète masculin le plus titré dans cette épreuve. Chez les femmes, l'Allemande Gesa Felicitas Krause est l'athlète la plus titrée avec deux médailles d'or décrochées en 2016 et 2018.   
Les records des championnats d'Europe appartiennent chez les hommes à Mahiedine Mekhissi-Benabbad, auteur de 8 min 7 s 87 à Barcelone en 2010, et chez les femmes à l'Albanaise Luiza Gega, qui réalise le temps de 9 min 11 s 31 lors des Championnats d'Europe d'athlétisme 2022 à Munich.

## Historique
En 2010, lors des Championnats d'Europe de Barcelone, le Français Mahiedine Mekhissi-Benabbad remporte le titre continental du 3 000 m steeple dans le temps de 8 min 07 s 87 après avoir déposé le peloton dès les premiers mètres de course en compagnie de son compatriote Bouabdellah Tahri.
Aux championnats d'Europe d'athlétisme 2012 à Helsinki, Mahiedine Mekhissi-Benabbad remporte un deuxième titre consécutif en 8 min 33 s 23 devant Tarık Langat Akdağ, égalant la performance de Bronisław Malinowski, vainqueur en 1974 et 1978.
Lors des championnats d'Europe 2014 à Zurich, le Français Yoann Kowal remporte la médaille d'or sur 3 000 mètres steeple, à la suite de la disqualification de Mahiedine Mekhissi-Benabbad, exclu pour avoir enlevé son maillot avant la fin de l'épreuve.

## Palmarès

### Hommes
| Édition | Or                                             | Argent                                | Bronze                                |
| ------- | ---------------------------------------------- | ------------------------------------- | ------------------------------------- |
| 1938    | Lars Larsson 9 min 16 s 2                      | Ludwig Kaindl 9 min 19 s 2            | Alf Lindblad 9 min 21 s 4             |
| 1946    | Raphaël Pujazon 9 min 01 s 4 (CR)              | Erik Elmsäter 9 min 11 s 0            | Tore Sjöstrand 9 min 14 s 0           |
| 1950    | Jindřich Roudný 9 min 05 s 4                   | Petar Šegedin 9 min 07 s 4            | Erik Blomster 9 min 08 s 8            |
| 1954    | Sándor Rozsnyói 8 min 49 s 6 (WR)              | Olavi Rinteenpää 8 min 52 s 4         | Ernst Larsen 8 min 53 s 2             |
| 1958    | Jerzy Chromik 8 min 38 s 2 (CR)                | Semyon Rzhishchin 8 min 38 s 8        | Hans Hüneke 8 min 43 s 6              |
| 1962    | Gaston Roelants 8 min 32 s 6                   | Zoltan Vamos 8 min 37 s 6             | Nikolay Sokolov 8 min 40 s 6          |
| 1966    | Viktor Kudinskiy 8 min 26 s 6                  | Anatoliy Kuryan 8 min 28 s 0          | Gaston Roelants 8 min 28 s 8          |
| 1969    | Mikhail Zhelev 8 min 25 s 0                    | Aleksandr Morozov 8 min 25 s 6        | Vladimir Dudin 8 min 26 s 6           |
| 1971    | Jean-Paul Villain 8 min 25 s 20                | Dušan Moravčík 8 min 26 s 20          | Pavel Sysoyev 8 min 26 s 40           |
| 1974    | Bronisław Malinowski 8 min 15 s 04 (CR)        | Anders Gärderud 8 min 15 s 41         | Michael Karst 8 min 17 s 91           |
| 1978    | Bronisław Malinowski 8 min 15 s 08             | Patriz Ilg 8 min 16 s 92              | Ismo Toukonen 8 min 18 s 29           |
| 1982    | Patriz Ilg 8 min 18 s 52                       | Bogusław Mamiński 8 min 19 s 22       | Domingo Ramón 8 min 20 s 48           |
| 1986    | Hagen Melzer 8 min 16 s 65                     | Francesco Panetta 8 min 16 s 85       | Patriz Ilg 8 min 16 s 92              |
| 1990    | Francesco Panetta 8 min 12 s 66 (CR)           | Mark Rowland 8 min 13 s 27            | Alessandro Lambruschini 8 min 15 s 82 |
| 1994    | Alessandro Lambruschini 8 min 28 s 68          | Angelo Carosi 8 min 29 s 81           | William Van Dijck 8 min 30 s 93       |
| 1998    | Damian Kallabis 8 min 13 s 10                  | Alessandro Lambruschini 8 min 16 s 70 | Jim Svenøy 8 min 18 s 97              |
| 2002    | Antonio David Jiménez 8 min 24 s 34            | Simon Vroemen 8 min 24 s 45           | Luis Miguel Martin 8 min 24 s 72      |
| 2006    | Jukka Keskisalo 8 min 24 s 89                  | José Luis Blanco 8 min 26 s 22        | Bouabdellah Tahri 8 min 27 s 15       |
| 2010    | Mahiedine Mekhissi-Benabbad 8 min 07 s 87 (CR) | Bouabdellah Tahri 8 min 09 s 28       | Ion Luchianov 8 min 19 s 64           |
| 2012    | Mahiedine Mekhissi-Benabbad 8 min 33 s 23      | Tarık Langat Akdağ 8 min 35 s 24      | Víctor García 8 min 35 s 87           |
| 2014    | Yoann Kowal 8 min 26 s 66                      | Krystian Zalewski 8 min 27 s 11       | Ángel Mullera 8 min 29 s 16           |
| 2016    | Mahiedine Mekhissi-Benabbad 8 min 25 s 63      | Aras Kaya 8 min 29 s 91               | Yoann Kowal 8 min 30 s 79             |
| 2018    | Mahiedine Mekhissi-Benabbad 8 min 31 s 66      | Fernando Carro 8 min 34 s 16          | Yohanes Chiappinelli 8 min 35 s 81    |
| 2022    | Topi Raitanen 8 min 21 s 80                    | Ahmed Abdelwahed 8 min 22 s 35        | Osama Zoghlami 8 min 23 s 44          |
| 2024    | Alexis Miellet 8 min 14 s 01                   | Djilali Bedrani 8 min 14 s 36         | Karl Bebendorf 8 min 14 s 41          |

### Femmes
| Édition | Or                                  | Argent                              | Bronze                                  |
| ------- | ----------------------------------- | ----------------------------------- | --------------------------------------- |
| 2006    | Alesia Turava 9 min 26 s 05         | Tatyana Petrova 9 min 28 s 05       | Wioletta Janowska 9 min 31 s 62         |
| 2010    | Yuliya Zarudneva 9 min 17 s 57 (CR) | Hatti Dean 9 min 30 s 19            | Wioletta Frankiewicz 9 min 34 s 13      |
| 2012    | Gülcan Mıngır 9 min 32 s 96         | Antje Möldner-Schmidt 9 min 36 s 37 | Gesa Felicitas Krause 9 min 38 s 20     |
| 2014    | Antje Möldner-Schmidt 9 min 29 s 43 | Charlotta Fougberg 9 min 30 s 16    | Diana Martín 9 min 30 s 70              |
| 2016    | Gesa Felicitas Krause 9 min 18 s 85 | Luiza Gega 9 min 28 s 52            | Özlem Kaya 9 min 35 s 05                |
| 2018    | Gesa Felicitas Krause 9 min 19 s 80 | Fabienne Schlumpf 9 min 22 s 29     | Karoline Bjerkeli Grøvdal 9 min 24 s 46 |
| 2022    | Luiza Gega 9 min 11 s 31            | Lea Meyer 9 min 15 s 35             | Elizabeth Bird 9 min 23 s 18            |
| 2024    | Alice Finot 9 min 16 s 22           | Gesa Felicitas Krause 9 min 18 s 06 | Elizabeth Bird 9 min 18 s 39            |

## Records des championnats

### Hommes
| Temps         | Athlète                     | Lieu      | Date              | Record |
| ------------- | --------------------------- | --------- | ----------------- | ------ |
| 9 min 16 s 2  | Lars Larsson                | Paris     | 5 septembre 1938  |        |
| 9 min 1 s 4   | Raphaël Pujazon             | Oslo      | 25 août 1946      |        |
| 9 min 0 s 0   | Ernst Larsen                | Berne     | 26 août 1954      |        |
| 8 min 49 s 6  | Sandor Rozsnyoi             | Berne     | 28 août 1954      |        |
| 8 min 47 s 6  | Semyon Rzhishchin           | Stockholm | 20 août 1958      |        |
| 8 min 47 s 6  | Bohumir Zhanal              | Stockholm | 20 août 1958      |        |
| 8 min 38 s 2  | Jerzy Chromik               | Stockholm | 22 août 1958      |        |
| 8 min 32 s 6  | Gaston Roelants             | Belgrade  | 16 septembre 1962 |        |
| 8 min 26 s 6  | Viktor Kudinskiy            | Budapest  | 3 septembre 1966  |        |
| 8 min 25 s 0  | Mikhail Zhelev              | Athènes   | 20 septembre 1969 |        |
| 8 min 23 s 6  | Bronislaw Malinowski        | Rome      | 4 septembre 1974  |        |
| 8 min 23 s 6  | Tapio Kantanen              | Rome      | 4 septembre 1974  |        |
| 8 min 23 s 6  | Anders Gärderud             | Rome      | 4 septembre 1974  |        |
| 8 min 15 s 0  | Bronislaw Malinowski        | Rome      | 7 septembre 1974  |        |
| 8 min 12 s 66 | Francesco Panetta           | Split     | 30 août 1990      |        |
| 8 min 7 s 87  | Mahiedine Mekhissi-Benabbad | Barcelone | 1er août 2010     |        |

### Femmes
| Temps         | Athlète          | Lieu      | Date            | Record |
| ------------- | ---------------- | --------- | --------------- | ------ |
| 9 min 17 s 57 | Yuliya Zarudneva | Barcelone | 30 juillet 2010 |        |
| 9 min 11 s 31 | Luiza Gega       | Munich    | 20 août 2022    |        |